# Ingeborg Kastman
Ingeborg Kristina "Bojan" Kastman, född 9 november 1901 i Lund, död 18 oktober 1995 i Göteborg, var en svensk sjuksköterska och initiativtagare till Medicinhistoriska museet, Göteborg på Östra Hamngatan.

## Biografi
Ingeborg Kastman var dotter till kyrkoherden i Hardeberga Gustaf Kastman och Maria, född  Hasselqvist. Hon arbetade en period som småkollärarinna i Småland, innan hon blev sjuksköterskeelev vid Sahlgrenska sjukhuset, där hon avlade examen 1926. Kastman var verksam som husmor och sjuksköterska vid sjukhuset under hela sitt förvärvsliv och kallades Syster Bojan. Mellan år 1933 och 1945 var hon även föreståndare för Göteborgs gamla kvinnoklinik vid Övre Husargatan.
När kliniken under 1930-talet flyttade till den nya förlossningsavdelningen räddade och sparade Kastman många äldre medicinska föremål från vindsförråden. En del av dem var dyrbara, medan andra var rena vardagsföremål. Denna samling blev senare grunden till Medicinhistoriska museet i Göteborg.
För sina insatser belönades hon bland annat med Illis quorum och Göteborgs stads förtjänsttecken (1954). Kastman kreerades 1968 till medicine hedersdoktor vid Göteborgs universitet tillsammans med amanuensen Inger Wikström-Haugen för arbetet med museisamlingen.
Syster Bojans Backe på södra Guldheden i Göteborg är uppkallad efter Kastman. Hon är begravd på Norra kyrkogården i Lund.